# Kurt Axelsson
Kurt Axelsson (ur. 10 listopada 1941 w Rännberg, zm. 15 grudnia 1984) – szwedzki piłkarz występujący na pozycji obrońcy.

## Kariera klubowa
Axelsson zawodową karierę rozpoczynał w 1964 roku w klubie GAIS. Grał tam przez 4 sezony. W 1967 roku trafił do belgijskiego RFC Brugeois. W 1968 roku zdobył z nim Puchar Belgii. W 1970 roku ponownie wygrał z zespołem te rozgrywki. W 1972 roku RFC Brugeois zmienił nazwę na Club Brugge. W 1973 roku Axelsson został z nim mistrzem Belgii. W tym samym roku odszedł do ASV Oostende, gdzie w 1976 roku zakończył karierę. W 1984 roku Axelsson zginął w wypadku samochodowym.

## Kariera reprezentacyjna
W reprezentacji Szwecji Axelsson zadebiutował 18 maja 1966 roku w zremisowanym 1:1 towarzyskim meczu z Polską. W 1970 roku został powołany do kadry na Mistrzostwa Świata. Zagrał na nich we wszystkich meczach swojej drużyny, z Włochami (0:1), Izraelem (1:1) oraz Urugwajem (1:0), a Szwecja odpadła z turnieju po fazie grupowej. W latach 1966–1971 w drużynie narodowej Axelsson rozegrał w sumie 30 spotkań.